# Baltimore County
Das Baltimore County ist ein County im Bundesstaat Maryland der Vereinigten Staaten. Bei der Volkszählung im Jahr 2020 hatte das County 854.535 Einwohner und eine Bevölkerungsdichte von 551,43 Einwohnern pro Quadratkilometer. Der Verwaltungssitz (County Seat) ist Towson. Das County ist Teil der Metropolregion Baltimore.

## Geographie
Das County wird im Norden durch die Mason-Dixon-Linie von Pennsylvania getrennt. Es umfasst nahezu vollständig das nicht zum County gehörende Stadtgebiet von Baltimore. Östlich davon erreicht das County die Chesapeake Bay. Das Baltimore County hat eine Fläche von 1766 Quadratkilometern; davon sind 216 Quadratkilometer (12,23 Prozent) Wasserflächen. Es grenzt an folgende Countys:
|                | York County (Pennsylvania)          |                |
| Carroll County |                                     | Harford County |
| Howard County  | Baltimore City, Anne Arundel County |                |

## Geschichte

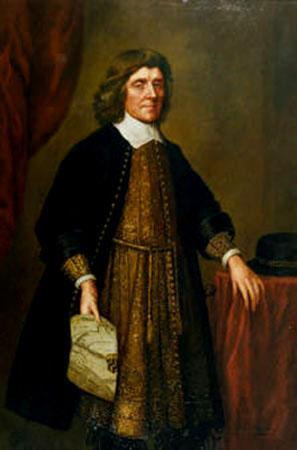
Baron Baltimore

Das Baltimore County wurde 1659 gebildet. Benannt wurde es nach dem englischen Adligen Cæcilius Calvert, 2. Baron Baltimore (1605–1675), Lord Proprietor von Maryland.
Zwei Bauwerke des Countys haben aufgrund ihrer geschichtlichen Bedeutung den Status einer National Historic Landmark, das Sheppard and Enoch Pratt Hospital and Gatehouse und das Thomas Viaduct. 87 Bauwerke und Stätten des Countys sind im National Register of Historic Places eingetragen (Stand 11. November 2017).

## Demografische Daten
Nach der Volkszählung im Jahr 2000 lebten im Baltimore County 754.292 Menschen in 299.877 Haushalten und 198.518 Familien. Die Bevölkerungsdichte betrug 487 Personen pro Quadratkilometer. Ethnisch betrachtet setzte sich die Bevölkerung zusammen aus 74,39 Prozent Weißen, 20,10 Prozent Afroamerikanern, 0,25 Prozent amerikanischen Ureinwohnern, 3,17 Prozent Asiaten und 0,65 Prozent aus anderen ethnischen Gruppen; 1,43 Prozent stammten von zwei oder mehr Ethnien ab. Unabhängig von der ethnischen Zugehörigkeit waren 1,83 Prozent der Bevölkerung spanischer oder lateinamerikanischer Abstammung.
Von den 299.877 Haushalten hatten 30,2 Prozent Kinder unter 18 Jahren, die mit ihnen lebten. 49,4 Prozent waren verheiratete, zusammenlebende Paare, 12,8 Prozent waren allein erziehende Mütter und 33,8 Prozent waren keine Familien. 27,3 Prozent aller Haushalte waren Singlehaushalte und in 10,1 Prozent lebten Menschen im Alter von 65 Jahren oder darüber. Die durchschnittliche Haushaltsgröße lag bei 2,46 und die durchschnittliche Familiengröße bei 3,00 Personen.
23,6 Prozent der Bevölkerung war unter 18 Jahre alt, 8,5 Prozent zwischen 18 und 24, 29,8 Prozent zwischen 25 und 44, 23,4 Prozent zwischen 45 und 64 Jahre alt und 14,6 Prozent waren 65 Jahre oder älter. Das Durchschnittsalter betrug 38 Jahre. Auf 100 weibliche kamen statistisch 90 männliche Personen und auf 100 Frauen im Alter von 18 Jahren oder darüber kamen 86 Männer.
Das durchschnittliche Einkommen eines Haushaltes betrug 50.667 USD, das einer Familie 59.998 USD. Männer hatten ein durchschnittliches Einkommen von 41.048 USD, Frauen 31.426 USD. Das Prokopfeinkommen lag bei 26.167 USD. Etwa 4,5 Prozent der Familien und 6,5 Prozent der Bevölkerung lebten unterhalb der Armutsgrenze.

## Städte und Gemeinden
Im Baltimore County existieren keine selbstständigen Gemeinden (incorporated communities), da es sich bei den Siedlungen praktisch nur um Vororte der Stadt Baltimore handelt. Diese sind jedoch juristisch nicht Bestandteil der Stadt. Wegen deren Größe sind vom United States Census Bureau aber eine Reihe von Census-designated places (CDP) gebildet worden:
| - Arbutus - Bowleys Quarters - Carney - Catonsville - Cockeysville - Dundalk | - Edgemere - Essex - Garrison - Hampton - Kingsville - Lansdowne-Baltimore Highlands | - Lochearn - Lutherville-Timonium - Mays Chapel - Middle River - Milford Mill - Overlea | - Owings Mills - Parkville - Perry Hall - Pikesville - Randallstown - Reisterstown | - Rosedale - Rossville - Towson - White Marsh - Woodlawn |

## Persönlichkeiten
- John W. Garrett (1872–1942), Diplomat
- Richard Edwin Hoover (1915–1986), Ophthalmologe, entwickelte den Hoover-Cane und standardisierte das Orientierungs- und Mobilitätstraining – die alltägliche Handhabung des Stockes durch Menschen, die blind sind und mit diesem selbständig mobil sein wollen.